# Bob Lenarduzzi
Robert Italo Lenarduzzi, detto Bob (Vancouver, 1º maggio 1955), è un allenatore di calcio, ex calciatore e dirigente sportivo canadese, di ruolo difensore, rappresentante del Vancouver Whitecaps.
Vincitore nel 1979 del campionato NASL con il Vancouver Whitecaps, fu capitano della Nazionale canadese (della quale fu anche commissario tecnico dal 1993 al 1998) al campionato del mondo 1986 in Messico. Dal 2001 al 2019 è stato presidente dei Vancouver Whitecaps.

## Biografia
La sua famiglia si trasferì prima della sua nascita dall'Italia in Canada. Anche i fratelli Giovanni, Danny e Sam furono calciatori, e con gli ultimi due militò insieme nella franchigia NASL dei Vancouver Whitecaps.

## Carriera agonistica
Difensore con doti da centrocampista, crebbe calcisticamente in Inghilterra nelle file del Reading, all'epoca in Terza Divisione. A 18 anni compiuti vantava già 67 incontri di Lega in prima squadra, e nel 1974 tornò in patria per giocare nel neocostituito Vancouver Whitecaps, nato per disputare la North American Soccer League. In 11 stagioni con la squadra della sua città Lenarduzzi vinse il titolo nel 1979 e fu il recordman di presenze della NASL (288 nella regular season e 24 nei playoff per un totale di 312).
Quando la NASL (e conseguentemente il Whitecaps) si sciolse, Lenarduzzi si trasferì al Tacoma Stars (campionato indoor MISL I) con il quale disputò 2 stagioni prima di tornare a Vancouver, negli 86ers (CSL I).
Nel 1987 divenne giocatore/allenatore della squadra e, dal 1988, anno del suo ritiro dal calcio giocato, fino al 1993, solo allenatore.
Tra i più promettenti calciatori canadesi, Lenarduzzi, anche in virtù della sua esperienza maturata in Inghilterra, entrò quasi subito a far parte della Nazionale canadese: vi esordì, infatti, nel 1973, a 18 anni. Il momento migliore della carriera di Lenarduzzi in nazionale fu senza dubbio la fase finale del campionato del mondo 1986 in Messico. Si trattava, infatti, della prima qualificazione mai ottenuta dai canadesi nella massima manifestazione calcistica mondiale: pur non superando il primo turno in un girone che comprendeva anche Francia, Ungheria e Unione Sovietica, la squadra riuscì a limitare al minimo il passivo (rispettivamente 0-1, 0-2 e 0-2).
Dopo l'esperienza con gli 86ers, dal 1993 al 1998 Lenarduzzi fu il commissario tecnico della nazionale canadese, arrivando per due volte consecutive all'ultimo atto prima della qualificazione al campionato del mondo (edizioni 1994 e 1998): riguardo a quello del 1994, il Canada fu sconfitto nello spareggio interzona dall'Australia ai calci di rigore e perse la possibilità di accedere alla sfida contro l'Argentina per la qualificazione della 6ª squadra americana a quell'edizione del campionato del mondo; riguardo all'edizione 1998, il Canada arrivò fino alla qualificazione del torneo esagonale della CONCACAF che assegnava tre posti al campionato del mondo, ma si classificò ultimo. Dopo tale mancata qualificazione Lenarduzzi si dimise da commissario tecnico. Ebbe una parentesi con la nazionale maschile di calcio a 5 del Canada in occasione del FIFA Futsal World Championship 1989 in cui il Canada fu eliminato al primo turno nel gruppo C.
Da allenatore degli 86ers, tra il 1988 e il 1989 Lenarduzzi conseguì un importante record a livello continentale, guidando la squadra a 42 incontri di Lega consecutivi senza sconfitte.

## Carriera direttiva
Dopo il congedo dalla nazionale canadese, Lenarduzzi ha intrapreso la carriera direttiva: prima come direttore generale degli 86ers dal 1998 al 2000 (incarico nel quale fu premiato come miglior dirigente della A-League) e, dal 2001 al 2019, come presidente dello stesso club, nel frattempo tornato al nome originario di Whitecaps.

## Palmarès

### Giocatore
- Fourth Division: 1

Reading: 1970-1971
- Campionato NASL: 1

Vancouver Whitecaps: 1979
- NASL Western Division: 3

Vancouver Whitecaps: 1978, 1979, 1983
- NASL Northwest Division: 1

Vancouver Whitecaps: 1981
- NASL Indoor Northern Division: 1

Vancouver Whitecaps: 1980-1981
- Canadian Soccer League: 1

Vancouver 86ers: 1988

### Allenatore
- Canadian Soccer League: 4

Vancouver 86ers: 1988, 1989, 1990, 1991
- APSL regular season: 1

Vancouver 86ers: 1993
- North American Club Championship: 1

Vancouver 86ers: 1990

## Riconoscimenti
Nel 2001 Lenarduzzi è stato inserito nella Hall of Fame canadese del calcio e, nel 2003, in quella statunitense (la National Soccer Hall of Fame). Nel 2005 ricevette l'Ordine al merito della Columbia Britannica. È stato votato tra i migliori 30 giocatori del secolo della CONCACAF.